# Ohtaius annularis
Ohtaius annularis es una especie de coleóptero de la familia Endomychidae.

## Distribución geográfica
Habita en Ceylán.